# بول كورنيل
بول كورنيل (بالإنجليزية: Paul Cornell)‏ (18 يوليو 1967، تشبنهام في المملكة المتحدة)؛ كاتِب، سيناريست وروائي بريطاني.

## روابط خارجية
- بول كورنيل على موقع IMDb (الإنجليزية)
- بول كورنيل على موقع ألو سيني (الفرنسية)
- بول كورنيل على موقع ميوزك برينز (الإنجليزية)
- بول كورنيل على موقع قاعدة بيانات الفيلم (الإنجليزية)
- بول كورنيل على موقع كينوبويسك (الروسية)